# Мальдіви
Мальді́ви (мальд. ދިވެހިރާއްޖެ, Дівехі Раджже), офіційна назва Мальді́вська Респу́бліка (мальд. ދިވެހިރާއްޖޭގެ ޖުމްހޫރިއްޔާ) — країна у північній частині Індійського океану приблизно за 700 км від Шрі-Ланки, розташована на архіпелазі з 1196 коралових островів, що згруповано в 12 атолів. Усі острови пласкі, площею не більше 13 км², середня висота — 1,8 м над рівнем моря. Заселено 203 острови. Мови: дівехі, англійська.

## Географія

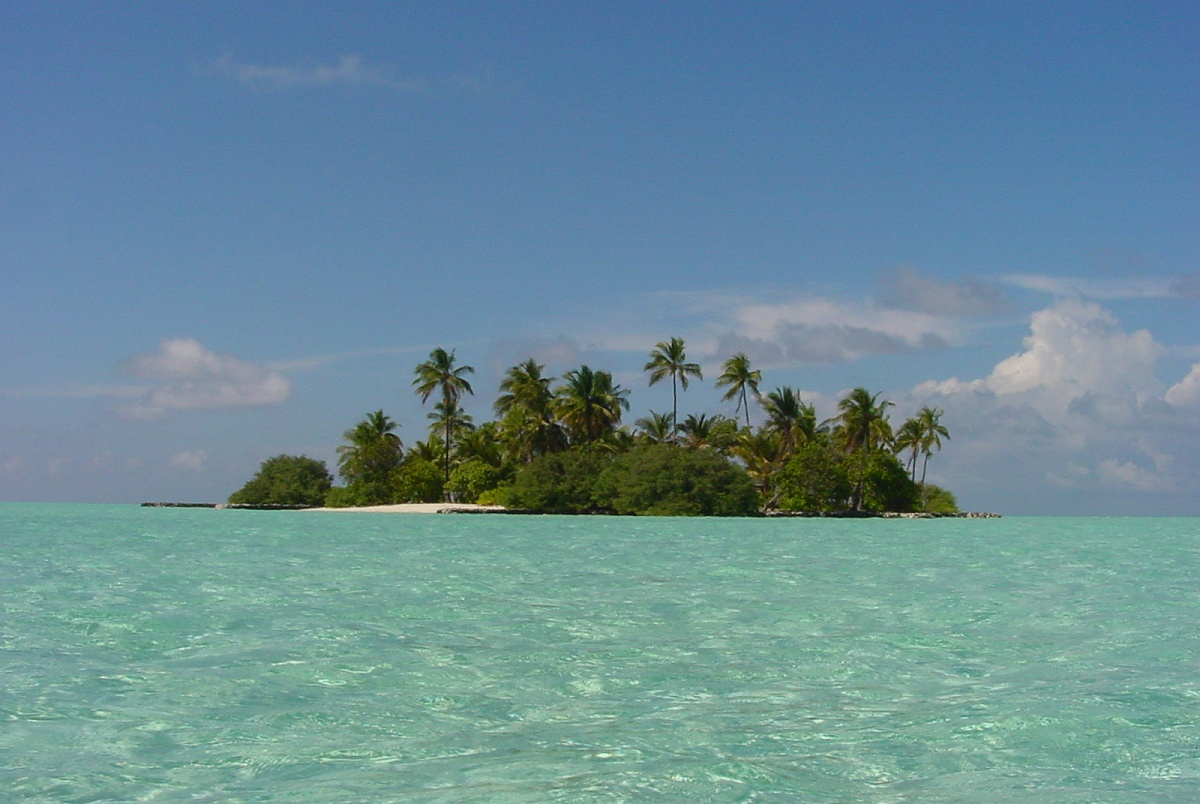
Острів на Мальдівах

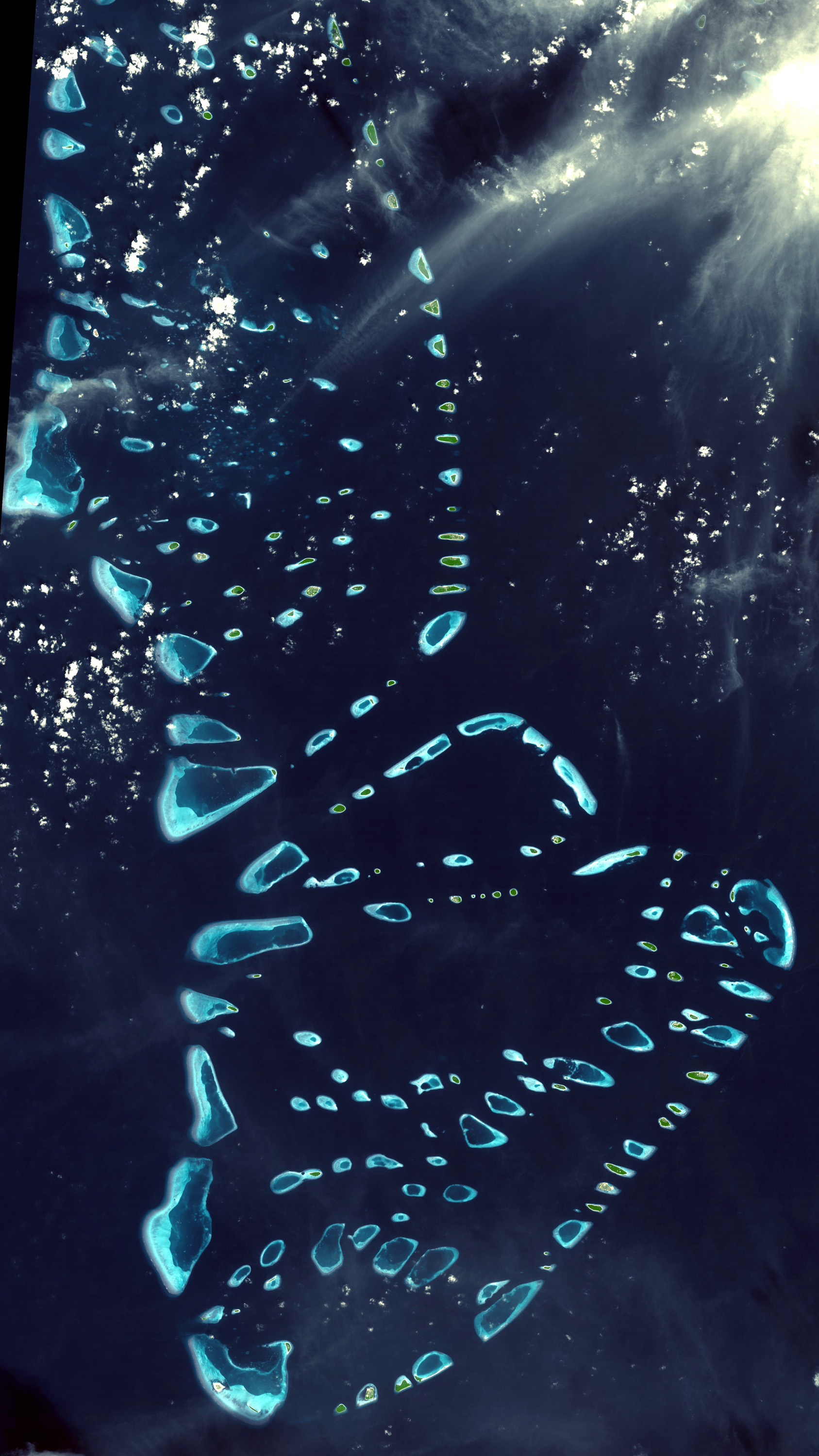
Космічний знімок двох мальдівських атолів

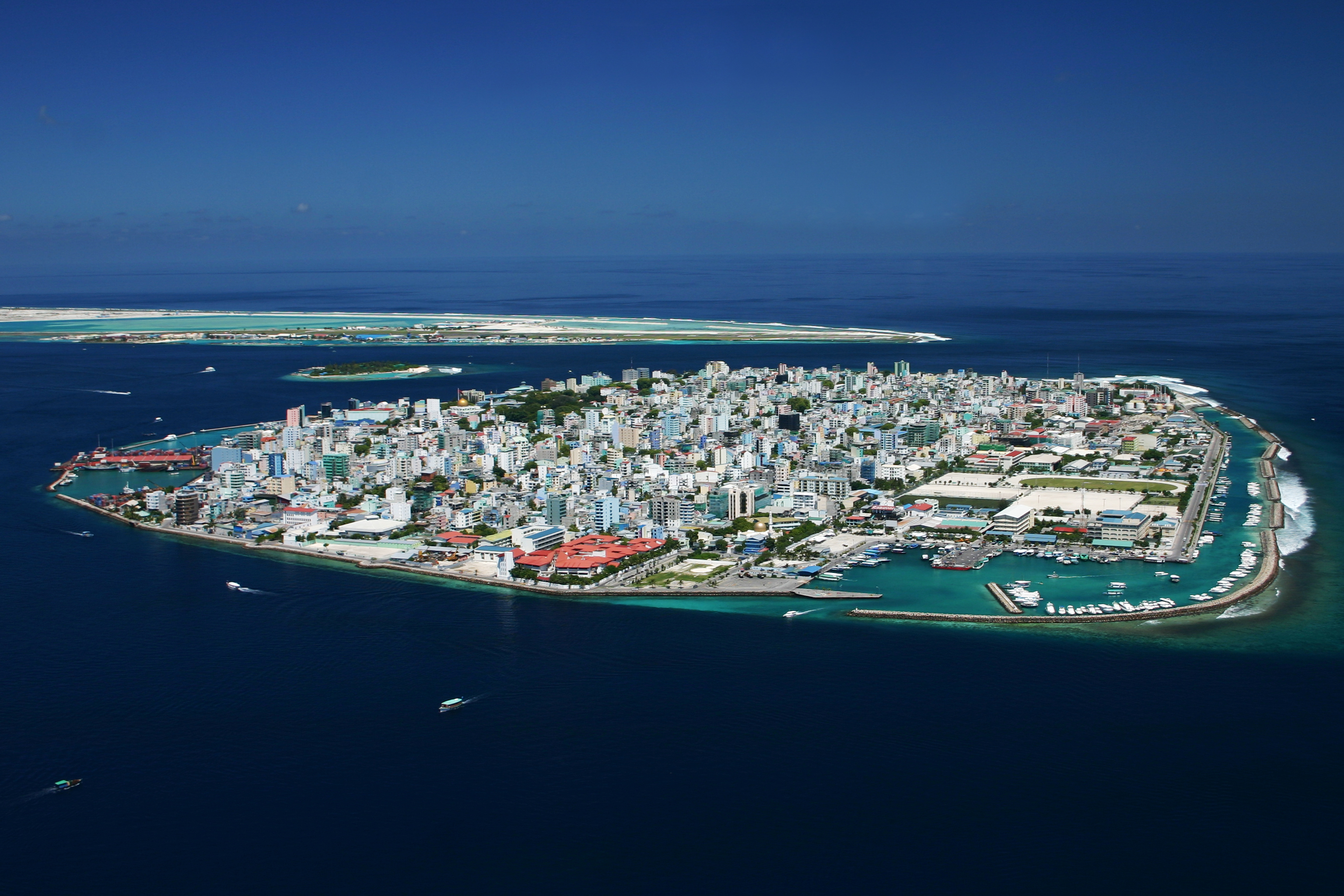
Мале, столиця Мальдівів

Держава розташовується на островах у центральній північній частині Індійського океану, територія країни простягається з півночі на південь на 900 км і перетинає екватор. Найближчими сусідами країни на півночі є Шрі-Ланка (700 км на схід) та Індія.
Територія країни складається з коралових островів, що є вершинами давніх вулканів, які вкрито океанічними водами. Налічується 1196 коралових островів та піщаних мілин, які згруповано у 26 атолів. 202 острови населені. Більшість островів низовинні — жоден із них не підіймається вище 2 м над рівнем океану. На їх узбережжі — піщані пляжі з кокосовими пальмами.
Клімат — екваторіально-мусонний. Середньомісячні температури коливаються від +24 до +30 °C. Опадів — до 2500 мм на рік. Сезон дощів — протягом квітня-жовтня, коли дме південно-західний мусон. Сухий сезон супроводжується північно-східним мусоном (грудень-березень).
Мінеральні ресурси відсутні, немає навіть постійних джерел води.
Вчені виявили, що через кілька десятків років більша частина низько лежачих атолів світу може стати безлюдною через зміни клімату і нестачу прісної води. У їх числі опиняться Мальдіви, Сейшели та частково Гаваї.

## Історія

### Давні часи
У деяких джерелах вказується, що заселення архіпелагу розпочалося у V столітті до н. е. племенами з Індії, а згодом — із Шрі-Ланки. У країні поступово осідали араби, перси, малайці. В інших джерелах зазначається, що деякі острови були заселені людьми приблизно 3500 років тому, і мальдівська етнокультура сформувалася приблизно 2500 років тому внаслідок арійської міграції з Індії та Шрі-Ланки, а також під впливом південноіндійських дравідів, вихідців із Західної Азії та Африки в період раннього середньовіччя.

### Середньовіччя
Перша письмова згадка про острови датована 947 р. — саме тоді їх відвідав арабський мандрівник. 7 липня 1153 р. — перша згадка про султанат, тоді ж офіційною релігією на островах став іслам. 1344 року острови відвідав відомий арабський мандрівник Ібн Батута, який 18 місяців служив там як каді (мусульманським суддею).
Із XIV ст. до 1968 p. островами правила династія султанів Діді. Араби, португальці та голландці почали в XVI ст. боротьбу за архіпелаг. 1558 року португальці захопили Мале. Під час повстання місцевого населення 1573 р. португальців було повністю винищено (у деяких джерелах вказується, що португальців вигнали). Нинішній алфавіт «Тану Акуру» fiy.no запроваджено в XVI ст. У мові динехі відстежується відчутний вплив арабської. 1640 року на островах висадилися голландці і протягом 1645—1796 р. острови перебували «під опікою» голландського Цейлону (Шрі-Ланка). У XVIII ст. Мале відвідали пірати і зруйнували його вщент.

### Британський протекторат

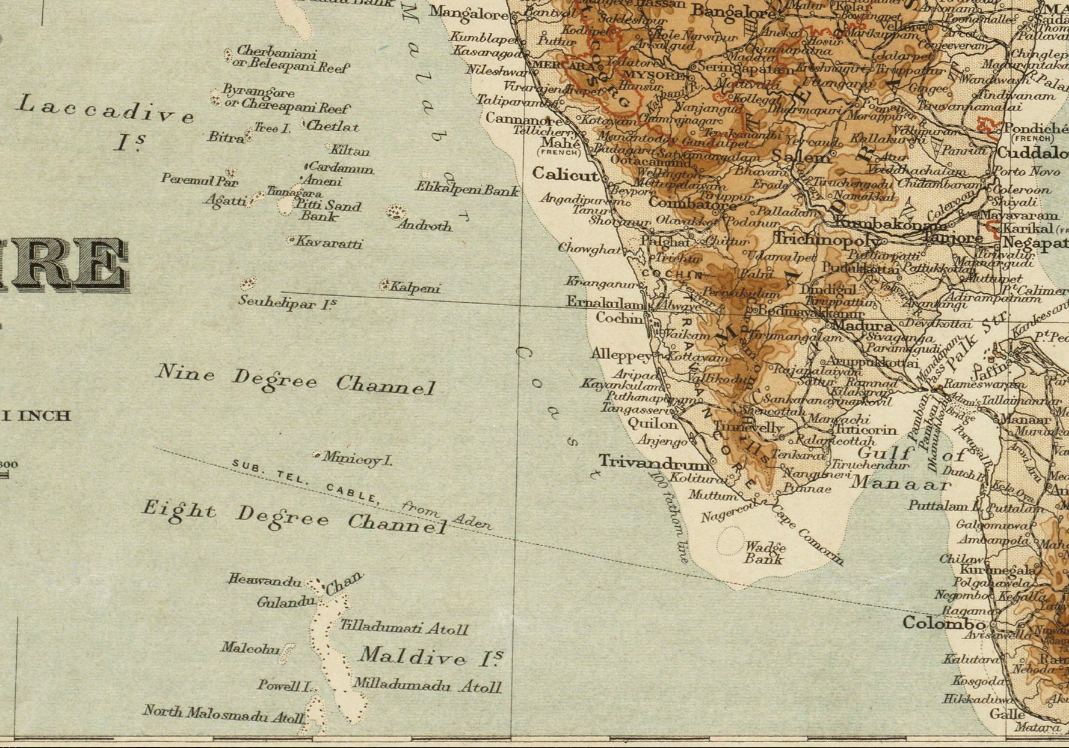
Мапа Британських Мальдівів (1920)

1796 року британські війська вигнали голландців із Цейлону, а Мальдіви включили до своїх захищених колоній. У 1860-х роках, внаслідок повстань іслаїлітської секти Мусталитів британські війська мусили залишити Мальдіви. Невдовзі перемога клану Какааге, що був на боці британців, над кланом Азіріге повернула британців, які наприкінці 1887 року офіційно оголосили про створення протекторату Мальдіви. 16 грудня 1887 року губернатор Цейлону підписав договір з султаном островів, згідно з яким Мальдіви залишалися під захистом Британії зберігаючи за собою право на внутрішнє самоврядування, але адміністрація не посягатиме на зовнішню політику держави та суверенність. Статус островів був подібний до інших британських протекторатів у регіоні Індійського океану, включаючи Занзібар та Договірний Оман. У 1892 році Велика Британія уклала з місцевими правителями Виняткові угоди, що забороняли їм та їхнім наступникам без згоди Великої Британії укладати договори і вступати у відносини, поступатися, продавати, здавати в оренду або давати дозвіл на захоплення будь-якої частини своєї території третьою державою.
Під час британської епохи, яка тривала до 1965 року, Мальдіви продовжували управлятися султанами обраними Меджелісом. Отже, Британія заохочувала розвиток конституційної монархії, і перша Конституція була проголошена в 1932 році. Проте угоди з Великою Британією не надавали повновладдя султану та уряду, що привело до повстання мобсів. Конституцію публічно було скасовано.
Під час Другої світової війни на атолах Ган, Хізадху і Адду була розміщена британська військова база де діяв тимчасовий торговий пункт, що дозволяв уряду отримувати паливо та іншу сировину. 27 лютого 1941 року біля берегів атола Адду затонув італійський крейсер «Ramb I».

### I республіка

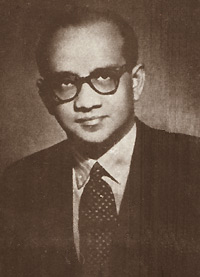
Президент Мальдівської Республіки Мохаммед Амін Даді

У 1943 році султан Хасан Нураддін II зрікся престолу. Обраний новим султаном Абдул Маджид відмовився від трону, в результаті чого країною стала правити регентська рада на чолі з сином Абдул Маджида — Хасаном Фарідом. У 1952 році Абдул Маджид і Хасан Фарід померли, і парламент обрав Мохамеда Аміна наступним у лінії успадкування трону, однак султан вирішив перейти на республіканську форму правління і в 1953 році після проведеного референдуму став першим президентом Мальдівів скасувавши султанат, який існував 812 років. За роки свого правління Амін Діді провів реформу освіти та розглянув певні питання стосовно прав захисту жінок. Під час його лікування на Цейлоні, уряд був  повалений, і по поверненню на батьківщину Аміна ув'язнили на острові Каафу. За допомогою групи прихильників він спробував повернутися в Мале, але спроба не вдалася, і він був знову ув'язнений на острів. Оскільки стан здоров'я Аміна погіршився, його перевели до в'язниці на острові Вихаманафуш, де він і помер в 1954 році.
Після падіння республіки був проведений черговий референдум, на якому 98 % виборців проголосували за відновлення монархії. 7 березня 1954 року султанат було відновлено: султаном обрали Мохаммеда Фареда Діді.

### Сувадівська об'єднана республіка

Прапор Республіки Сувадіве

Герб Республіки Сувадіве

Самопроголошена невизнана держава, яка існувала у 1959—1963 роках і вимагала відокремлення від Мальдівського султанату. До її складу входили атоли Адду, Хувадху та місто Фувахмулах на атолі Гнавіяни. Столицею держави було обране місто Хізатху на атолі Адду. Президентом оголошеної республіки був обраний Абдулах Афід (1916—1993), який був освіченою людиною і добре розумів англійську мову працюючи перекладачем на британській військовій базі на атолі Ґан. Після падіння республіки Абдулла Афіфа було заслано на Сейшельські острови, де він помер через 30 років. Південні остров'яни все ще згадують його, як «наш Афіда».

### II республіка
Незалежність країні у повній формі було надано 26 липня 1965 р.
Султанат ліквідовано 11 листопада 1968 p., і країна стала республікою, першим президентом був Ібрахім Насір. 11 листопада 1978 р. президентом став Момун Абдул Гаюм. До Британської Співдружності країна знову вступила 1982 року. 4 листопада 1988 р. Гайюм, спираючись на допомогу 1600 індійських парашутистів, придушив спробу військового перевороту, яку вчинили тамільські найманці зі Шрі-Ланки. Його переобирали президентом 1983, 1988, 1993 та 1998 pp. Наступну конституцію було ухвалено 1 січня 1998 року.
У серпні 2008 року Мальдіви ухвалили нову конституцію, згідно з якою президент республіки обиратиметься всенародним голосуванням. Раніше главу держави обирали депутати Народного меджлісу (парламенту) таємним голосуванням, а після вибір парламентаріїв схвалювався всенародним референдумом. Політичні реформи ініціював президент Гайюм.
У перших в історії Мальдів прямих президентських виборах брали участь п'ять кандидатів. Серед них: тодішній президент М. А. Гайюм, кандидат від опозиційної Мальдівськой демократичної партії М. Нашид і представник Республіканської партії, колишній міністр фінансів Гасимо Ібрагим. Першим президентом Республіки Мальдіви, обраним всенародним голосуванням, став Мохамед Нашид. Кандидат від опозиції набрав 54 % голосів, тоді як діючий президент Момун Абдул Гаюм — 46 %. Явка на виборах становила 87 %, при цьому в країні налічується 209 тис. виборців. Таким чином, 30-річне правління Гайюма скінчилося.
17 листопада 2013 року на посаду Президента посів кандидат від Прогресивної Партії Абдула Ямін. Суддя Ахмед Абдула Діді визнав перемогу недійсною, оскільки 5623 голоси належали недієздатним особам, серед яких були і померлі, а також деяким особам на час виборів не виповнилося 18 років. Все ж таки він став 6 президентом республіки не зважаючи на звинувачення щодо нечесного голосування.

## Політична система
Мальдіви за формою правління є президентською республікою, глава держави — президент. Державний устрій — унітарна держава.
У державі діє конституція 1 вересня 1998 року.

### Парламент
Національний парламент, Меджліс, складають 50 депутатів.

### Зовнішня політика
Після проголошення незалежності Мальдіви приєдналися до Організації Об'єднаних Націй (ООН) в 1965 році, Співдружності націй в 1982 році, і стали одним із засновників Південно-Азійської асоціації регіональної співпраці (СААРК) в 1985 році. У 1995 році Мальдіви стали членом Світової організації торгівлі (СОТ), у 2005 році — Багатостороннього агентства з інвестиційних гарантій (МІТІ), у 2009 році — Міжнародної організації праці (МОП). Мальдіви є членом 63 міжнародних організацій.
Мальдіви встановили дипломатичні відносини із 135 країнами, підтримують поїздки резидентів до Бангладеш, Китаю, Європейського Союзу, Індії, Японії, Малайзії, Пакистану, Саудівської Аравії, Сінгапуру, Шрі-Ланки та Сполученого Королівства.

#### Українсько-мальдівські відносини
Уряд Мальдівів офіційно визнав незалежність України 24 травня 1993 року, дипломатичні відносини з Україною встановлено 17 серпня 1993 року. Дипломатичних і консульських представництв в Україні не створено, найближче посольство Мальдівів, що відає справами щодо України, знаходиться в Лондоні (Велика Британія), на площі Ноттінгем-Плейс, 22. Справами України на Мальдівах відає українське посольство в Індії.

### Державна символіка
- Державний прапор
- Державний герб
- Державний гімн

## Адміністративно-територіальній поділ
В адміністративно-територіальному відношенні територія держави поділяється на: 20 районів.
- Мале
- Аліфу
- Баа
- Вааву
- Гаафуаліфу
- Гаафу-Джаалу
- Гнавіїані
- Дхаалу
- Каафу
- Лаамуз
- Лавіїані
- Міїму
- Нуну
- Маалхендху
- Раа
- Сіїну
- Тхаа
- Фааву
- Хаа-Алифу
- Хаа-Дхаалу
- Шавіїані

## Збройні сили
Чисельність збройних сил 1996 року складала 700 військовослужбовців.

## Економіка
Мальдіви — економічно відстала держава. Валовий внутрішній продукт (ВВП) у 2006 році склав 1,3 млрд доларів США (129-те місце у світі); що у перерахунку на одну особу становить 3,9 тис. доларів (170-те місце у світі). Зайнятість активного населення у господарстві країни розподіляється наступним чином: 18 % — промисловість і будівництво; 22 % — аграрне, лісове і рибне господарства; 60 % — сфера обслуговування (станом на 2006 рік).
Надходження в державний бюджет Мальдівів за 2006 рік склали 0,51 млрд доларів США, а витрати — 0,67 млрд; дефіцит становив 24,3 %.
Поширеною є змішана форма власності за участю мальдівського державного та іноземного приватного капіталу. Країна має значну зовнішню заборгованість.

### Валюта
Національною валютою країни слугує мальдівська руфія. За 1 долар США у 2024-му році давали 15,4 мальдівських руфій.

### Промисловість
Головні галузі промисловості: харчова (рибоконсервна), швейна і електротехнічна.

### Енергетика
За 2004 рік було вироблено 149,9 млн кВт·год електроенергії (експортовано 0 млн кВт·год); загальний обсяг спожитої — 139,4 млн кВт·год (імпортовано 0 млн кВт·год).
У 2004 році споживання нафти склало 7,2 тис. барелів на добу, природний газ не використовується для господарських потреб.

### Агровиробництво
У сільськогосподарському обробітку знаходиться 13,5 % площі держави. Виробництво власної сільськогосподарської продукції не задовільняє зростаючий внутрішній попит. Головні сільськогосподарські культури: кокоси, сорго, просо, кукурудза, банани, хлібне дерево, манго, маніок, батат, ямс, рис, цибуля, перець.
З галузей тваринництва, через острівний характер країни, розвинене лише птахівництво. У прибережних водах добувають перли, корали, мушлі.

### Транспорт
Надання послуг морського транспорту є одним із найважливіших напрямків економічної діяльності країни. Місцевий транспорт — вітрильні та невеликі моторні судна доні. Головний морський порт — Мале. Мальдіви сполучено авіалініями з низкою європейських та азійських країн. Міжнародний аеропорт Хулуле (атол Мале).
Основним видом місцевого транспорту є доні, традиційне багатоцільове судно, в наш час вдосконалене дизельними двигунами. Великі човни «ведіс» використовуються для тривалих подорожей до віддалених атолів. Між островами літає аеротаксі Maldivian Air Taxi на літаках De Havilland Canada DHC-6 Twin Otter. Ці літаки мають укорочений зліт і посадку — близько 300 м.

### Туризм
У 1998 році Мальдіви відвідало 400 тис. іноземних туристів, що дало прибуток у 265 млн доларів США.
Місія ООН із розвитку, відвідавши острова у 1960-х роках, не рекомендувала розвиток туризму на Мальдівах. Незважаючи на поради експертів, а головне через брак можливостей економічного зростання, держава вирішила розвивати туризм, що став одним із головних джерел валютних надходжень до країни. Туристична галузь на Мальдівах бере початок від 1972 року, з відкриттям першого курорту. Другий курорт на 280 осіб був відкритий на острові Бандос, в селі Курумба. У наш час налічується понад 105 курортів. Кожного року острови відвідує більше ніж 900 тис. іноземних туристів.
У столиці — Національний музей, Ісламський центр, руїни португальської фортеці (XVI ст.), колишній палац султана (XIX ст.) і парк, велика П'ятнична мечеть (1656 р.) із чудовою різьбою по каменю, мавзолей Абдулли Барахатули Барбари — арабського проповідника, який 1153 р. навернув мальдівців до мусульманства, могила національного героя Мохаммеда Тхакуруфара Аль-Азама, що загинув у боротьбі проти португальських загарбників.

### Зовнішня торгівля
Основні торговельні партнери Мальдівів: Сінгапур, Шрі-Ланка, Індія, Велика Британія, Німеччина, Японія, США, Малайзія.
Держава експортує: рибопродукти, просолений в'ялений тунець (65 %); текстиль; електротехніка. Основні покупці: Велика Британія (22 %); Шрі-Ланка (18 %); Німеччина (11 %), Японія (11 %); США (10 %). У 2006 році вартість експорту склала 73 млн доларів США.
Держава імпортує: промислові й харчові вироби, паливо. Основні імпортери: Сінгапур (32 %); Індія (12 %); Малайзія (9 %). У 2006 році вартість імпорту склала 349 млн доларів США.
Головна мета торговельної політики Мальдів полягає в тому, щоб використовувати сприяння жвавій торгівлі та діловій активності навколишнього середовища, спрямованого на різнобічний розвиток економіки, яка, своєю чергою, орієнтована на експортну торгівлю послугами і промислового розвитку, щоб досягти головних цілей країни — зниження кількості бідного населення і удосконалення рівня його життя.
Мальдіви ще у 1980-ті роки входили до 50 найбідніших країн світу (34 із них розташовані в Африці), які завдяки ініціативі «Все, крім зброї» мають можливість здійснювати поставки в Євросоюз у безмитному та безквотовому режимі. Зокрема, торгівля відбувається за наступними позиціями: консервована та свіжа риба. Станом на 2017 рік доходи населення виросли у 2—3 рази в порівнянні із 2005 роках. Зростання відбулося завдяки розвитку туризму.

### Екологія
У травні 2021 року Міністр екології Мальдів Шона Амінат заявила, що острови можуть зникнути до кінця XXI сторіччя через швидкі зміни клімату та підйом рівня океану.

## Населення
Населення держави у 2006 році становило 359 тис. осіб (167 місце в світі). Населення островів ще сто років тому, в 1911 році становило лише 72 тис. осіб; у 1931 — 80 тис. осіб; у 1980 — 150 тис. осіб. Густота населення: 924 осіб/км² (5-те місце у світі). Згідно зі статистичними даними за 2006 рік народжуваність 34,2 ‰; смертність 6,9 ‰; природний приріст 27,3 ‰.
Вікова піраміда населення виглядає наступним чином (станом на 2006 рік):
- діти віком до 14 років — 42,9 % (81,4 тис. чоловіків, 77 тис. жінок);
- дорослі (15—64 років) — 54 % (101,7 тис. чоловіків, 97,5 тис. жінок);
- особи похилого віку (65 років і старіші) — 3,1 % (5,6 тис. чоловіків, 5,8 тис. жінок).

### Урбанізація
Рівень урбанізованості у 2000 році склав 27 %. Головні міста держави: Мале (65 тис. осіб), Адду (32 тис. осіб), Фувахмулах (12 тис. осіб).

### Етнічний склад
Головні етноси, що складають мальдівську націю: сингальці і дравидійці.

### Мови
Державна мова: мальдівська (дівехі).

### Релігії
Головні релігії держави: іслам (сунізм), буддизм, християнство.
Іслам на острови приніс у 1153 році арабський проповідник Абдулла Барахатула Барбара.
Молитви проводять п'ять разів на день у всіх мечетях, котрі обов'язково є на кожному населеному острові.
Згідно з дослідженнями міжнародної благодійної християнської організації «Open Doors» за 2014 рік, Мальдіви займають 7-ме місце у списку
країн, де найчастіше всього порушують права християн.

## Охорона здоров'я
Очікувана середня тривалість життя у 2006 році становила 64,4 року: для чоловіків — 63,1 року, для жінок — 65,8 року. Смертність немовлят до 1 року становила 53,3 ‰ (станом на 2006 рік). Населення забезпечене місцями в стаціонарах лікарень на рівні 1 ліжко-місце на 2,9 тис. жителів; лікарями — 1 лікар на 14,4 тис. жителів (станом на 1996 рік). 

## ЗМІ
Державна телерадіокомпанія — MNBC (Maldives National Broadcasting Corporation — «Мальдівська національна радіомовна корпорація») включає радіостанції Dhivehi Raajjeyge Adu («Голос Мальдів») і RajjeFM і телеканал TVM.

## Освіта
Рівень письменності у 2003 році становив 96,3 %: 96,2 % серед чоловіків, 96,4 % серед жінок.
Витрати на освіту в 1995 році склали 9,2 % від ВВП.

## Інтернет
У 2001 році всесвітньою мережею Інтернет на Мальдівах користувались 2 тис. осіб.

## Кухня
Національна кухня Мальдівських островів наслідує традиції індійської і арабської кухонь. До неї входять три основні інгредієнти: кокосовий горіх, риба і рис. Десерт — бонді — білі кокосові палички, а також різноманітні фруктові салати. Як напій жителі полюбляють пити зелений чай, котрий п'ють із великою кількістю молока і цукру.